# Jermek Serkebajew
Jermek Bekmuchameduły Serkebajew (kaz. Ермек Бекмұхамедұлы Серкебаев, ros. Ерме́к Бекмухаме́дович Серкеба́ев, ur. 4 lipca 1926 w Pietropawłowsku, zm. 16 listopada 2013 w Ałma-Acie) – kazachski radziecki śpiewak teatralny i operowy, Ludowy Artysta ZSRR (1959).

## Życiorys
Od 1941 do 1943 uczył się w szkole muzycznej im. Czajkowskiego, w 1951 ukończył studia na wydziale wokalnym konserwatorium w Ałma-Acie, gdzie uczył się w klasie śpiewu A. Kurganowa. Debiutował jako spiker radiowy, później zaczął pracować w teatrze operowym. Został solistą Kazachskiego Państwowego Akademickiego Teatru Opery i Baletu im. Abaja, był też śpiewakiem kameralnym i estradowym. Występował za granicą, m.in. w Pakistanie, Francji, Indiach, Chinach, Belgii, Szwecji, Szwajcarii i Finlandii. Był laureatem międzynarodowych konkursów wokalistów. Wystąpił w kilku filmach. W 1973 został pedagogiem, a w 1983 profesorem katedry śpiewu solowego konserwatorium w Ałma-Acie. Był deputowanym do Rady Najwyższej ZSRR 7 kadencji i do Rady Najwyższej Kazachskiej SRR 8 i 9 kadencji. W 1958 został Ludowym Artystą Kazachskiej SRR, a 3 stycznia 1959 Ludowym Artystą ZSRR.

## Odznaczenia i nagrody
- Medal Sierp i Młot Bohatera Pracy Socjalistycznej (3 lipca 1986)
- Order Lenina (dwukrotnie, 2 lipca 1971 i 3 lipca 1986)
- Order Rewolucji Październikowej (3 lutego 1984)
- Order Czerwonego Sztandaru Pracy (23 marca 1976)
- Order Otan (Kazachstan)
- Nagroda Państwowa ZSRR (1977)
- Nagroda Państwowa Kazachskiej SRR (1972)

I inne.